# Dorylus labiatus
Dorylus labiatus é uma espécie de formiga do gênero Dorylus.